# Steve Shutt
Stephen John „Steve“ Shutt (* 1. Juli 1952 in Toronto, Ontario) ist ein ehemaliger kanadischer Eishockeyspieler (Linksaußen) und -trainer, der von 1972 bis 1985 für die Montréal Canadiens und Los Angeles Kings in der National Hockey League spielte.

## Karriere
Als Junior spielte er zusammen mit Billy Harris bei den Toronto Marlboros in der Ontario Hockey Association. Beim NHL Amateur Draft 1972 wählten die Montréal Canadiens ihn in der ersten Runde als Gesamtvierten aus.
Er begann die Saison 1972/73 mit einigen Spielen bei den Nova Scotia Voyageurs in der American Hockey League, doch schon nach wenigen Spielen holten ihn die Canadiens in die NHL. Gleich in seinem ersten Jahr gewann er mit den Canadiens den Stanley Cup. Nach einer ordentlichen Rookiesaison steigerte er seine Leistungen weiter. In einer Reihe mit Guy Lafleur und Pete Mahovlich entwickelte er sich zu einem torgefährlichen Stürmer. Beim Canada Cup 1976 war er im kanadischen Team, das den Titel gewann. Nach 45 Toren in der Saison 1975/76 führte er die NHL mit 60 Toren in der Saison 1976/77 an. Erst 1993 übertraf mit Luc Robitaille ein Linksaußen diese Marke. Inzwischen hatte Jacques Lemaire den Platz von Mahovlich in seiner Reihe eingenommen. Auch beim Challenge Cup 1979, der anstelle des NHL All-Star Game ausgetragen wurde, war Shutt im Kader. Am Ende der Saison 1978/79 holte er mit den Canadiens den vierten Stanley Cup in Folge.
Kurz nach Beginn der Saison 1984/85 wurde er an die Los Angeles Kings abgegeben. Dort spielte er die Saison zu Ende und hängte am Ende der Spielzeit seine Schlittschuhe an den Nagel.
Nach Ende seiner aktiven Karriere war er von 1993 bis 1997 als Assistenztrainer bei den Montreal Canadiens.
1993 wurde er mit der Aufnahme in die Hockey Hall of Fame geehrt.

## Sportliche Erfolge
- Stanley Cup:  1973, 1976, 1977, 1978 und 1979
- Canada Cup: 1976

### Persönliche Auszeichnungen
- First All-Star Team: 1977
- Second All-Star Team: 1978 und 1980
- Bester Torschütze der NHL: 1977 (später wurde dafür die Maurice Richard Trophy vergeben)
- 1979 Teilnahme am Challenge Cup